# Samtgemeinde Meinersen
Samtgemeinde Meinersen is een Samtgemeinde in het Landkreis Gifhorn, in de Duitse deelstaat Nedersaksen De Samtgemeinde heeft een oppervlakte van 173,09 km² en een inwoneraantal van 20.944 (31 mei 2005).

## Structuur van de Samtgemeinde Meinersen
De Samtgemeinde Meinersen bestaat uit de volgende gemeenten en dorpen:
| Structuur van de Samtgemeinde | Structuur van de Samtgemeinde | Structuur van de Samtgemeinde | Structuur van de Samtgemeinde | Structuur van de Samtgemeinde                                                               |
| ----------------------------- | ----------------------------- | ----------------------------- | ----------------------------- | ------------------------------------------------------------------------------------------- |
| Gemeente                      | Inwoners (31-12-2003)         | Oppervlakte in km²            | Bevolkingsdichtheid inw./km²  | Dorpen                                                                                      |
| Hillerse                      | 2 731                         | 24,11                         | 113                           | Hillerse, Volkse                                                                            |
| Leiferde                      | 4 335                         | 27,88                         | 155                           | Leiferde, Dalldorf                                                                          |
| Meinersen                     | 8 415                         | 53,83                         | 156                           | Ahnsen, Böckelse, Hardesse, Höfen, Meinersen, Ohof, Päse, Seershausen, Warmse               |
| Müden                         | 5 579                         | 67,27                         | 83                            | Bockelberge, Brenneckenbrück, Diekhorst, Ettenbüttel, Flettmar, Gerstenbüttel, Gilde, Müden |

1. ↑  (de)  Landesamt für Statistik Niedersachsen, LSN-Online Regionaldatenbank, Tabelle A100001G: Fortschreibung des Bevölkerungsstandes, Stand 31. Dezember 2020